# Confluence (hydrologie)
 (février 2019).
 (novembre 2020).
Pour les articles homonymes, voir Confluence.

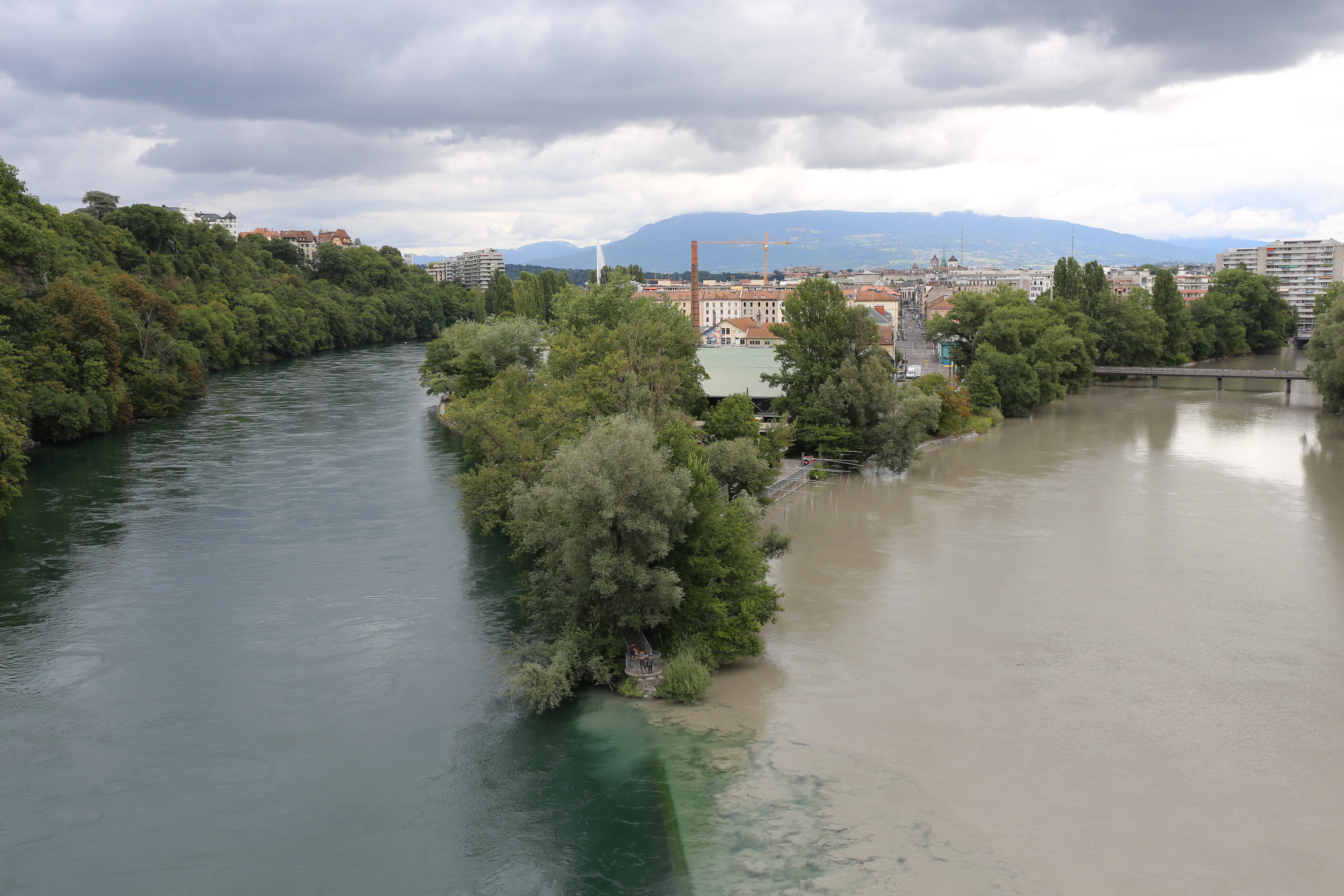
Confluence Rhône (gauche) - Arve (droite), à Genève.

En hydrologie, le terme confluence désigne la rencontre de plusieurs cours d'eau pour n'en former qu'un seul,,,,. 
Le terme désigne également le site géographique où les cours d'eau se rejoignent : on parle aussi de point de confluence ou encore de confluent.

## Nom du cours d'eau
En général, le nom que conserve le cours d'eau au-delà de la confluence est celui de l'affluent dont le débit est le plus important en amont de la confluence (il s'agit le plus souvent d'une rivière). Le second affluent dont le débit est moins important — une rivière plus petite ou un ruisseau — perdra ainsi son nom au-delà de la confluence. Parfois, une rivière importante est un affluent lorsqu'elle se déverse dans un fleuve, comme c'est le cas, par exemple, en France de l'Ariège ou du Tarn (fleuve Garonne), de l'Allier (fleuve Loire), de la Saône ou de la Durance (fleuve Rhône). 
Plus rarement, deux fleuves peuvent confluer lorsqu'ils partagent la même embouchure, que celle-ci soit un estuaire comme la Gironde, embouchure commune des fleuves Garonne et Dordogne, ou un delta, comme celui que partagent les fleuves Amazone et Tocantins ou les fleuves Tigre et Euphrate.
Il existe cependant d'autres critères que la puissance du débit pour déterminer, à un confluent, quel est le cours d'eau principal (ou distributaire) et quel est l'affluent (ou tributaire). C'est pourquoi on établit cette discrimination différemment en fonction des critères considérés, dépendant de chaque cas. Il arrive aussi que le cours d'eau né de la confluence de deux ou plusieurs autres cours d'eau prenne un nom nouveau. C'est le cas en France de la Maine (qui est en réalité une autre forme de l'hydronyme Mayenne), de la Gironde ou encore de la Midouze (mot-valise qui regroupe les noms des deux rivières en amont : le Midou et la Douze). En revanche, c'est bien la confluence entre les deux torrents de la Dore et de la Dogne qui forme le cours supérieur de la Dordogne, mais le nom du fleuve trouve son origine ailleurs que dans la réunion de leurs deux hydronymes, malgré les apparences. La règle majoritaire reste le maintien de l'un des deux hydronymes après le confluent, en comparaison de la règle minoritaire d'une confluence donnant lieu à trois hydronymes.
Autres exemples de la règle minoritaire : en Suisse, l'Orbe et le Talent confluent pour devenir la Thielle. En Belgique, l'Eau Noire et l'Eau Blanche forment le Viroin. C'est aussi le cas de l'Amazone péruvienne (Marañón et Ucayali), ainsi que de l'Amazone brésilienne (Solimões et rio Negro), du Paraná (Paranaíba et rio Grande du Minas Gerais), de l'Amour (Argoun et Chilka) et de l'Ob (Katoun et Biia).

Confluences, de par le monde :
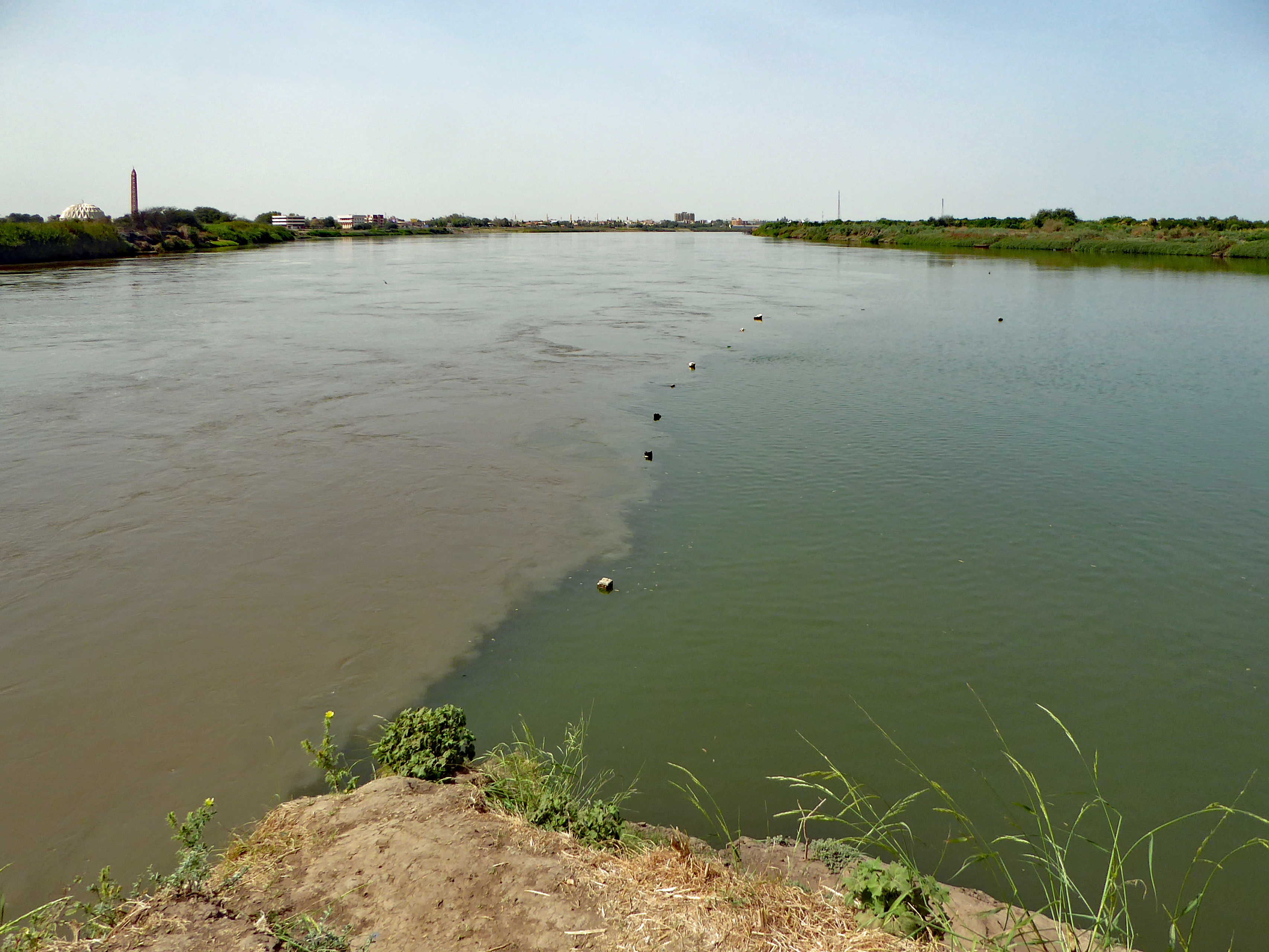
Point de confluence (vu vers l'aval) entre le Nil Blanc (venant de gauche) et le Nil Bleu (venant de droite) formant le Nil (vers le haut) : la différence de teinte des eaux justifie bien leurs deux hydronymes.
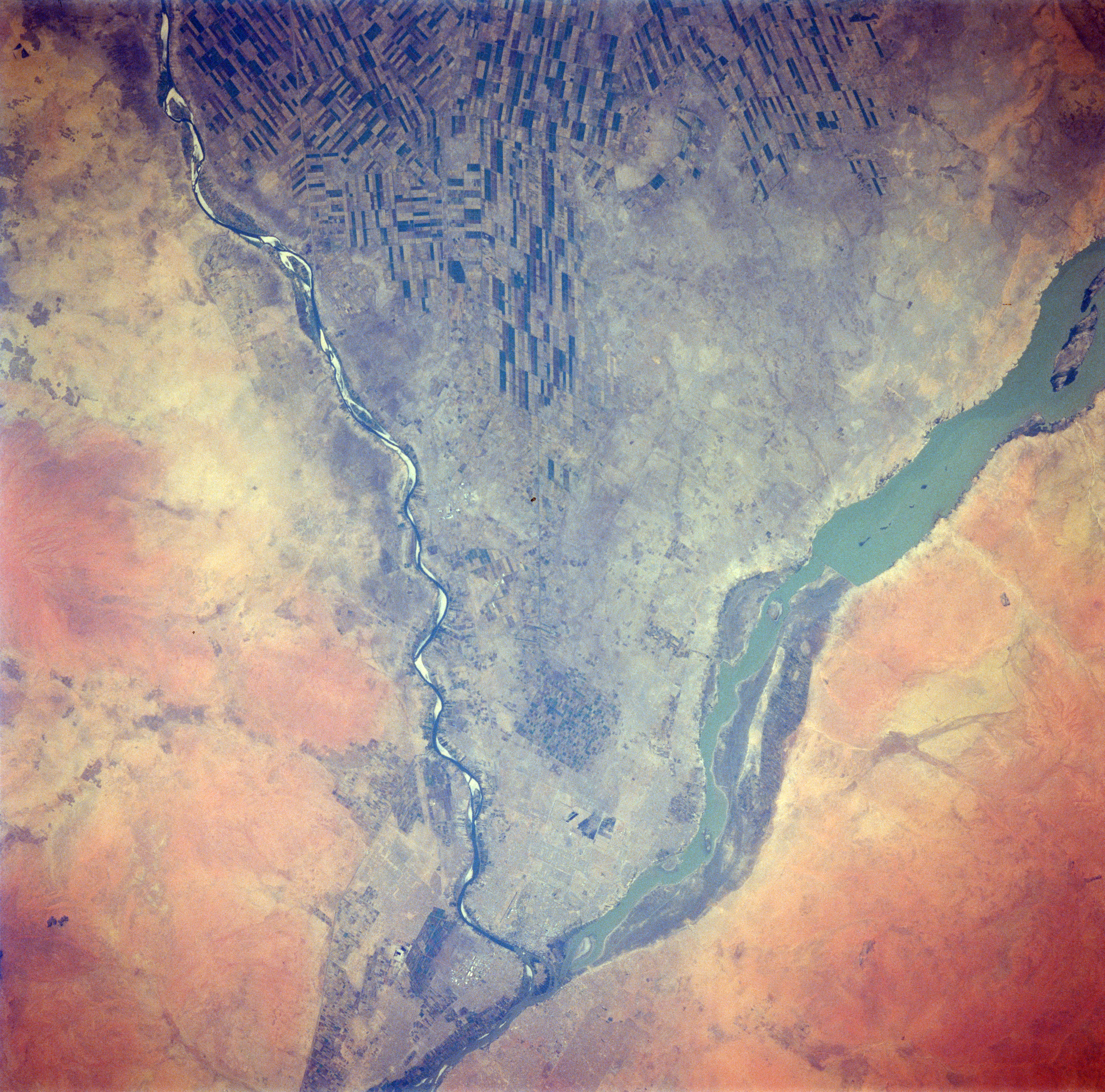
Le confluent des 2 Nils en février 1995, en vue satellitaire Landsat, lors de l'étiage du Nil Bleu (venant d'en haut à gauche), découvrant ses nombreux bancs de sable.
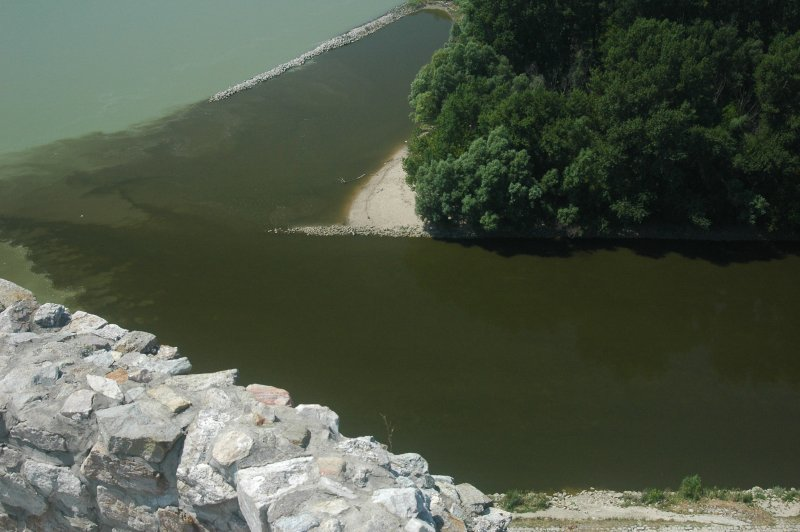
Lorsque la qualité des eaux est très différente, le point de confluence peut avoir des caractéristiques particulières (sédimentaire, de courants et écologiques), comme ici entre la Morava (foncée) et le Danube (clair).
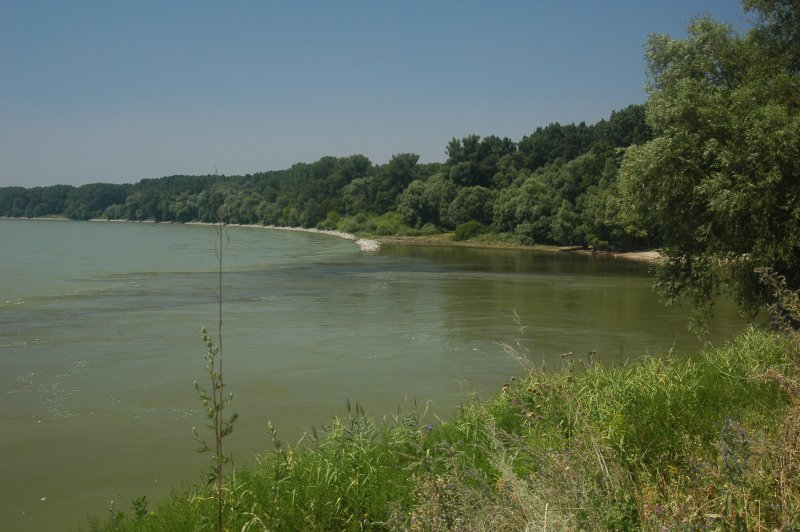
Confluence Morava/Danube : même point vu de l'aval.
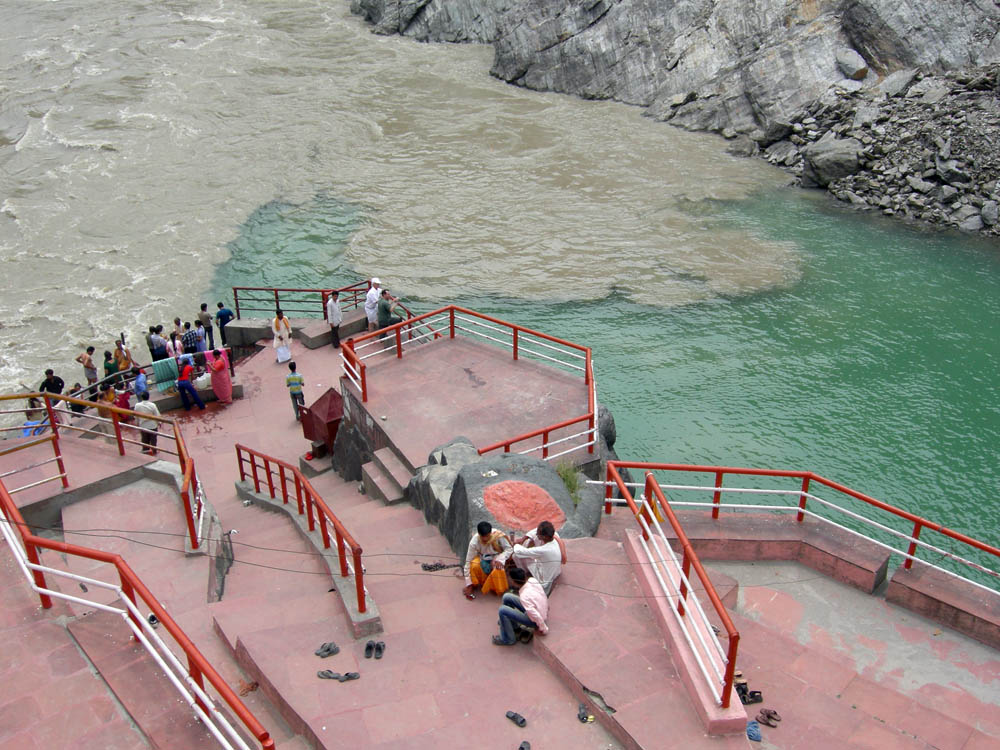
Confluence de la Bhagirathi et de l'Alaknanda donnant le Gange à Devprayag, Inde.
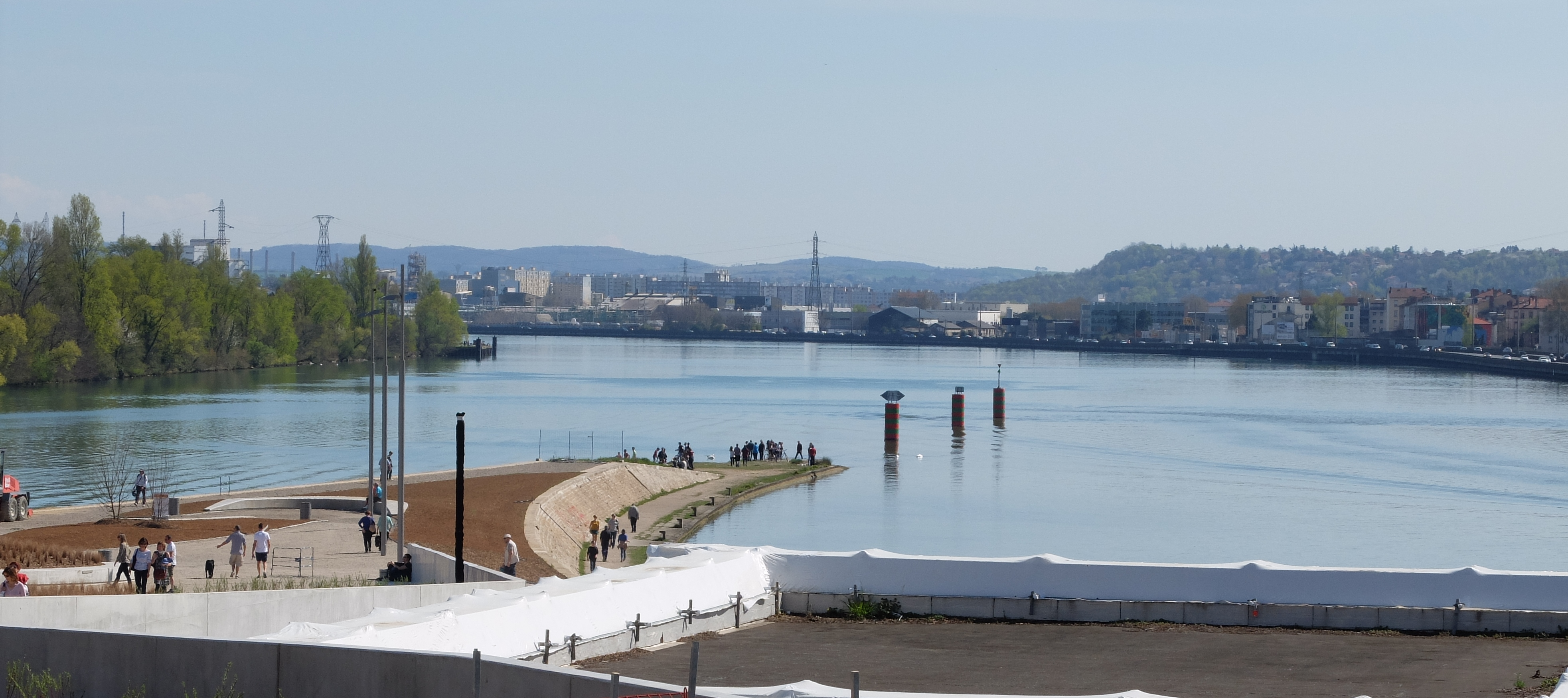
Confluent Rhône (à gauche) et Saône (à droite) à Lyon.

## Difficultés d'application
La définition du terme confluence et de la hiérarchie des affluents comporte de multiples exceptions et il arrive que le cours d'eau le moins abondant soit considéré comme la partie amont du fleuve ou de la rivière et la branche principale du confluent. Ceci peut être dû à une difficulté d'apprécier les débits respectifs des deux cours d'eau au confluent, ou à une méconnaissance de leurs cours supérieurs. Ou encore parce que c'est un autre critère que le débit qui a été préféré en la circonstance. C'est, par exemple, le cas de fleuves importants comme "le Rhin qui « devrait » être l'Aar, le Mississippi « devrait » s'appeler Ohio, et le Gange, en Inde, « devrait » être la Yamuna", de l'Yenisei qui « devrait » être l'Angara, de l'Elbe qui « devrait » être la Vltava, du Danube qui « devrait » être l'Inn. En France, c'est le cas de la Seine qui « devrait » être l'Yonne, de la Saône qui « devrait » être le Doubs, de l'Adour surclassé par les Gaves réunis, etc. (« devrait » si l'on suit la règle majoritaire).
Il existe aussi des cas en « cascade ». Exemple : l'Oise est surpassée par l'Aisne qui est elle-même surpassée par l'Aire. Du point de vue hydrologique, la rivière est donc l'Oise-Aisne-Aire.
Ce n'est en revanche pas le cas du Missouri et du Mississippi, du Darling et du Murray, de l'Irtych et de l'Ob, ni de la Marne et de la Seine, pas plus que du système Saône-Doubs et du Rhône. Dans chacun de ces cas, l'affluent est plus long que le fleuve (de beaucoup pour les deux premiers), mais présente un débit nettement moindre.
Les raisons de toutes ces exceptions sont : 
1. Une rivière large mais peu profonde semblera plus importante qu'une rivière étroite mais profonde et rapide dont le débit est de ce fait supérieur.
2. Une rivière régulière sera la plupart du temps plus abondante qu'une rivière plus inconstante dont l'apport moyen est plus grand mais dépend surtout de crues couvrant une faible période.
3. Un cours d'eau incident sera considéré comme l'affluent d'un autre moins abondant mais qui donne la direction générale du système.
4. Une rivière chargée d'alluvions peut déterminer la couleur et aussi le nom du cours d'eau aval.
5. Le confluent peut être confus, marécageux, constitué de bras multiples, il peut être difficile de discerner quelle est la branche mère et quel est l'affluent, etc.
6. La vallée du cours d'eau le moins important peut être plus utilisée (habitations, routes), comme c'est le cas par exemple du Lot et de la Truyère.
7. Le cours complet et le débit des deux rivières affluentes sont mal connus, historiquement, au moment de les nommer.
8. C'est un autre critère que le débit le plus important qui a été choisi comme le plus discriminant, pour des raisons historiques, politiques ou de coutumes locales.

Un exemple qui démontre la difficulté d'apprécier quel est l'affluent concerne le plus grand fleuve du monde, l'Amazone. L'Amazone brésilienne porte ce nom après la jonction à Manaus du rio Solimões et du rio Negro. Les couleurs de ces deux énormes cours d'eau sont très dissemblables. Il faut plusieurs centaines de kilomètres pour que les « eaux noires » du rio Negro se confondent avec les « eaux blanches » du rio Solimões. Quel est le fleuve ? En apparence, le rio Negro apparaît plus large que le rio Solimões sur une longue distance en amont, mais ce dernier est beaucoup plus rapide et plus profond (80 mètres), de sorte que son débit est plus de trois fois supérieur (103 000 m3/s contre 29 300 m3/s). Le rio Solimões présente aussi des eaux plus denses qui passent sous celles du rio Negro avant de les absorber graduellement. Le rio Solimões est bien la branche-mère, et donc le rio Negro l'affluent, mais un examen visuel ne suffit pas à le déterminer.
- Un des plus célèbres confluents du monde : Encontro das Águas  (« la Rencontre des Eaux ») des rios Negro et Solimões, ou la lente « naissance » de l'Amazone brésilienne.

Un des plus célèbres confluents du monde : des rios Negro et Solimões, ou la lente « naissance » de l'Amazone brésilienne.
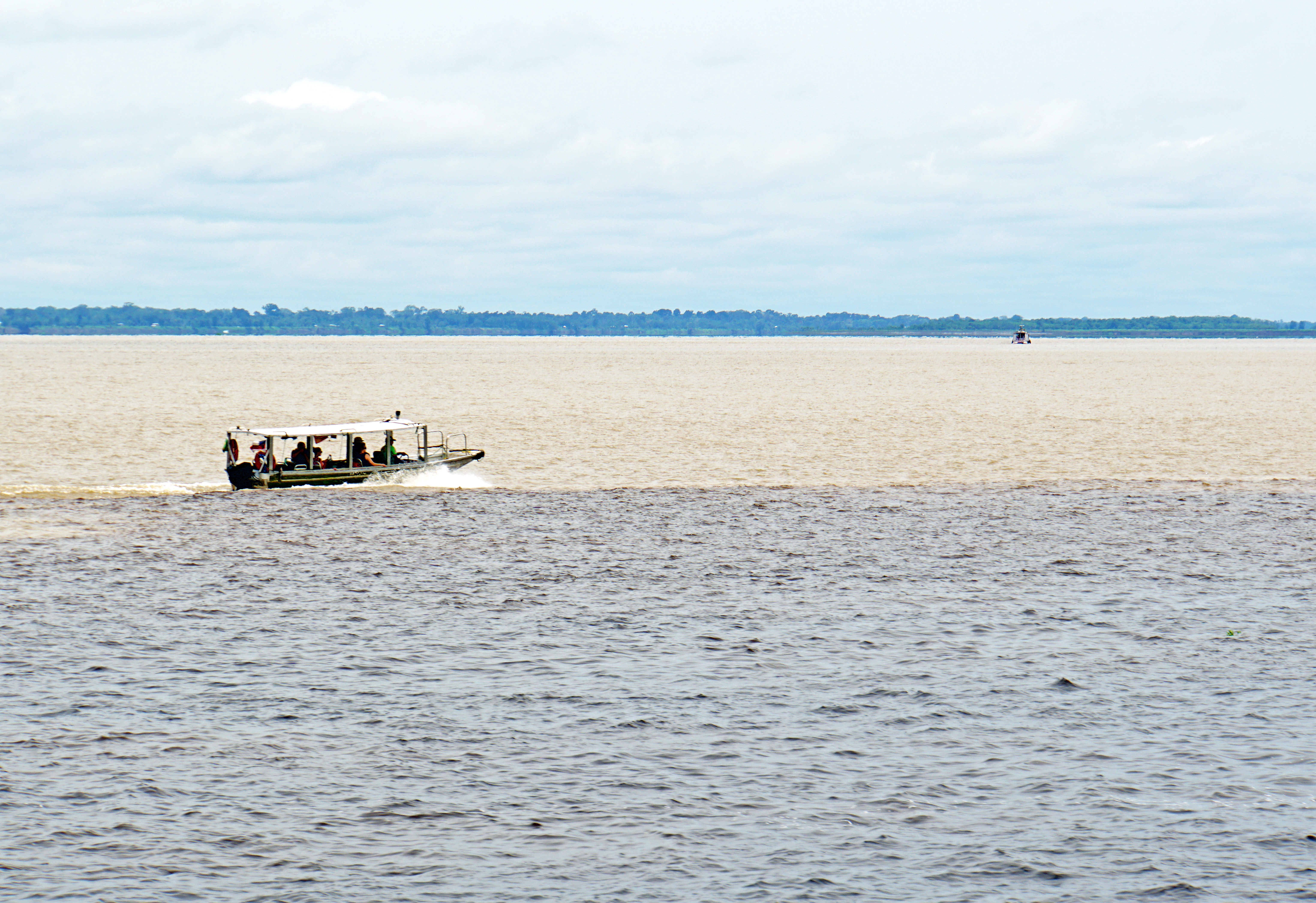
Immense confluence, vue par le travers, où les eaux sombres du rio Negro côtoient longtemps les eaux claires et sablonneuses du Solimões sans se mélanger.
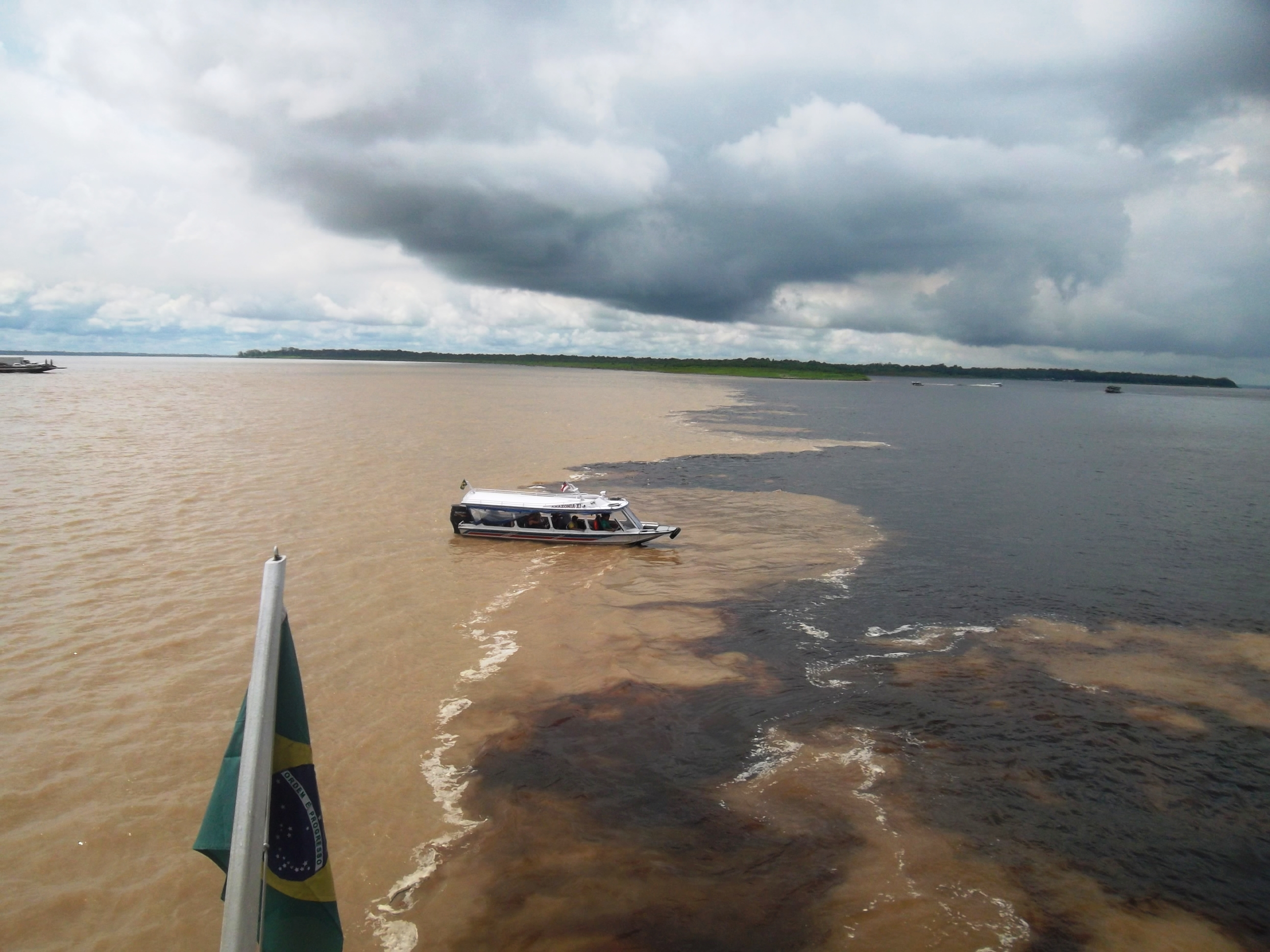
Vues dans la longueur, les eaux s'interpénètrent à la faveur des tourbillons, mais toujours sans se mélanger.
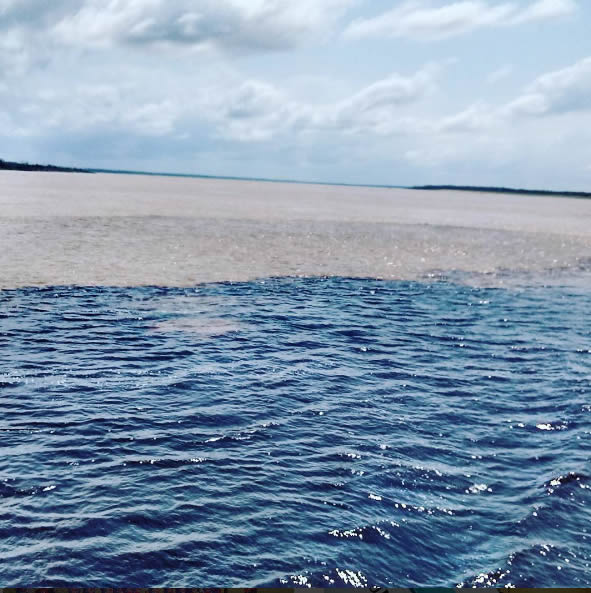
Les mêmes, vues de plus près.
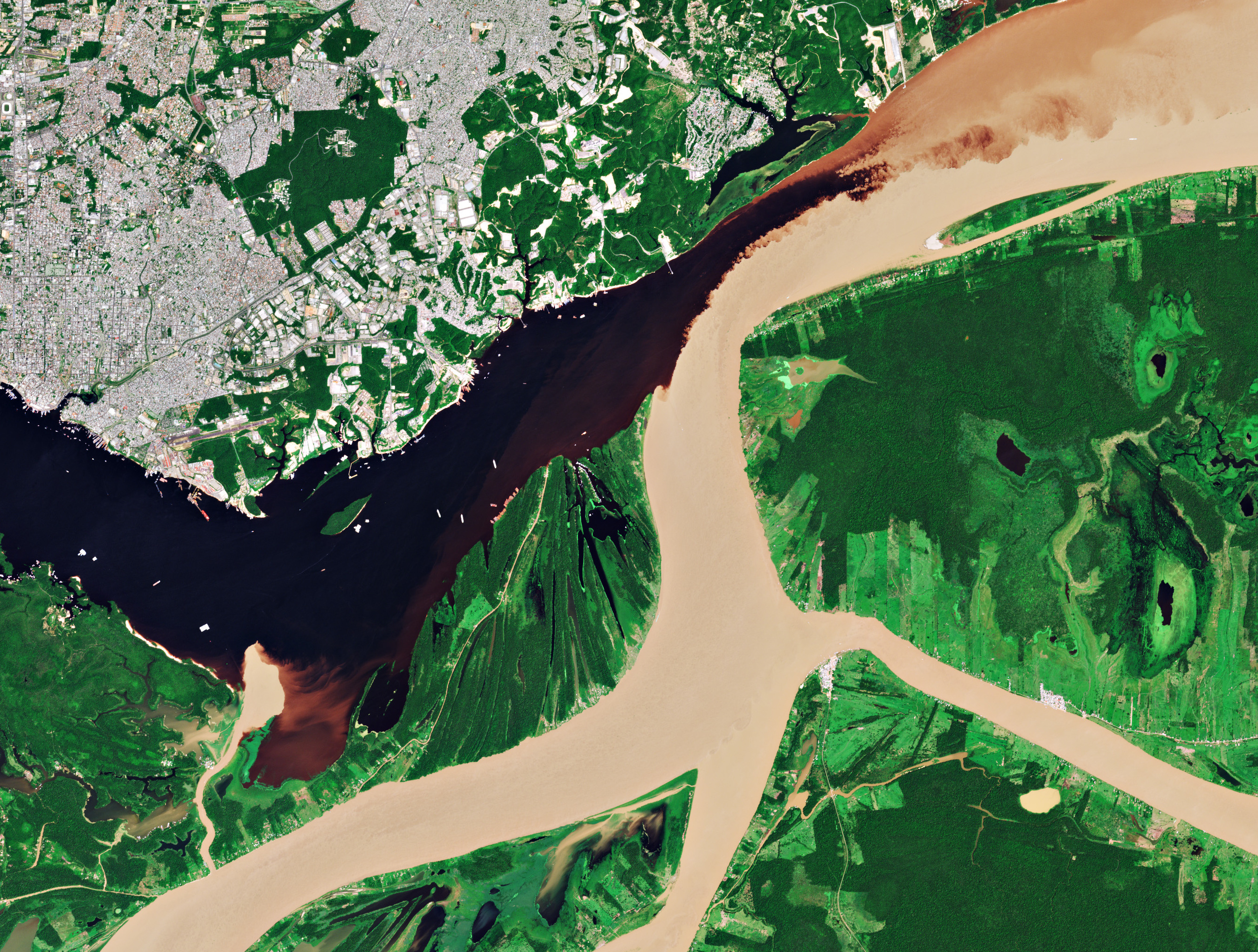
Vue satellitaire (Copernicus 7/02/2018): largeur un peu plus grande du rio Negro mais les eaux du Solimões (en bas) finissent par « prendre le dessus ».

Mais d'autres raisons de ces différences dans la manière de nommer et de hiérarchiser les cours d'eau sont sans rapport avec l'hydrologie (comme les raisons no 6 à 8 ci-dessus) : elles tiennent à la culture, à l'histoire, voire à des décisions gouvernementales. C'est ainsi que les Indiens considéraient que c'était l'Ohio et non le Mississippi supérieur  — plus long mais moins puissant —  qui était le fleuve jusqu'au delta[réf. souhaitée], alors que, pour les colons américains, c'était le cours entier du Mississippi qui représentait « La Frontière » mythique des treize premiers états de 1783 avec le « Far-west », frontière à repousser toujours plus loin par la Conquête de l'Ouest. De même, la Chine a décidé que le Tuotuo était la source du Yangzi Jiang, alors que le Dangqu est sa branche tibétaine la plus importante.[réf. souhaitée]

## Rôle dans l'aménagement du territoire
Les grands confluents sont souvent des sites propices à l'établissement urbain, car ce « carrefour » de cours d'eau est un lieu d'importance cruciale choisi comme emplacement privilégié d'une ville souvent importante, enrichie par son rôle commercial.
Ceci est dû, originellement, à des raisons de position stratégique défensive favorable, mais aussi de facilité de communication — un confluent important étant un carrefour naturel de voies navigables offrant des opportunités commerciales réunissant trois vallées —, ainsi que de facilité de l'approvisionnement en eau, nonobstant les risques accrus d'inondation.
Ainsi, en France, Lyon se situe au confluent de la Saône et du Rhône, Paris de la Seine et de la Marne, Rennes de l'Ille et de la Vilaine, Avignon de la Durance et du Rhône. De même c'est le cas de Tarascon-sur-Ariège au confluent du Vicdessos se jetant dans l'Ariège, ou même de Toulouse juste après le confluent de l'Ariège se jetant à son tour dans la Garonne à Portet-sur-Garonne.

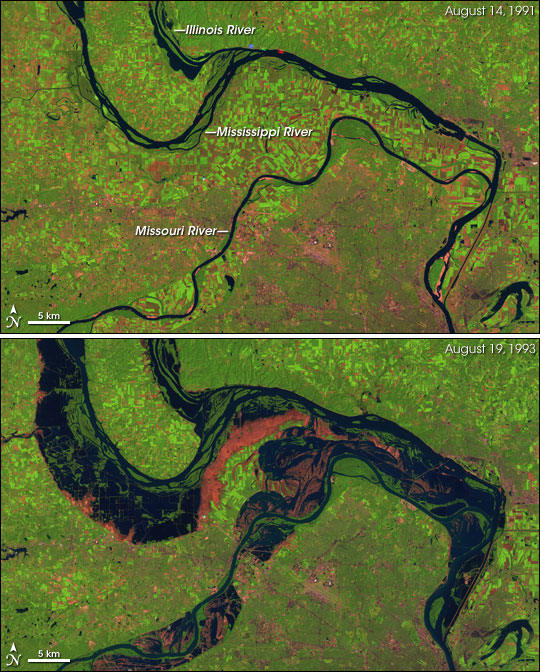
Images satellitaires du confluent entre Mississippi et Missouri à Saint-Louis, en situation normale et pendant les grandes inondations de 1993.

À l'étranger, on trouve en Allemagne Coblence au confluent de la Moselle et du Rhin, et Passau à celui du  Danube et de l'Inn. Belgrade est au confluent du Danube et de la Save, Nijni Novgorod de la Volga et de l'Oka, Manaus du rio Solimões (ou tronc principal de l'Amazone) et du rio Negro, Saint-Louis du Missouri et du Mississippi, Pittsburgh de la Monongahela et de l'Allegheny formant l'Ohio, Khartoum du Nil Blanc et du Nil Bleu, Allahabad du Gange et de la Yamuna. Wuhan en Chine est au confluent du Han Jiang et du Yangzi Jiang, et Linarolo en Italie à celui du Pô et du Tessin. Et, les exemples sont nombreux, de par le monde, de villes ayant exploité les atouts de ce type de situation géographique de confluence pour s'établir et prospérer.
Il convient néanmoins de différencier la situation de confluence, d'échelle régionale ou nationale, et le site de confluence, d'échelle locale. Les villes ne s'installent pas toujours entre deux rivières qui se rejoignent, entre autres du fait du risque d'inondations : par exemple la ville de Saint-Louis (état du Missouri), s'est établie sur les bords du Mississippi à proximité de son confluent avec le Missouri, mais en évitant la zone interfluviale de confluence (ce qui ne lui a pas évité pour autant quelques grandes inondations, par exemple en 1993). De même, à Lyon, la ville s'est longtemps tenue à l'écart du site de confluence ; celui-ci est par contre valorisé de nos jours dans le projet d'urbanisme contemporain « la Confluence ».
Pour autant, une situation de confluence majeure ne fait pas nécessairement naître une grande métropole : Cairo dans l'Illinois, où se rejoignent l'Ohio et le Mississippi, est une petite ville.
La Kontrovod (ru), rivière russe, possède deux confluences en alternance, avec l'Oussouri et le Bikin.
Par ailleurs, certains confluents ont disparu pour des raisons multiples : à cause des changements climatiques (actuels ou passés) ou de la montée des eaux, ou encore de l'envasement, ou enfin de divers aménagements artificiels des cours d'eau. Par exemple, la Merwede, qui fait partie du delta de la Meuse et du Rhin aux Pays-Bas, et qui représente le cours inférieur du Waal, englobait aussi par le passé le confluent de la Meuse et du Waal ; mais en 1904 l'endiguement des rivières pour diminuer les risques d'inondation, le barrage de Well (créant la Meuse barrée), et le creusement d'un nouveau lit (la Meuse de Bergen ou Meuse montoise) ont dévié le cours principal de la Meuse et supprimé la confluence de ce fleuve avec le Waal.
Enfin, à l'instar des chaines de montagne, les cours d'eau, qui représentent à la fois des voies de communication, mais aussi des obstacles, servirent souvent pour délimiter des territoires internes à un pays, entre départements, par exemple, mais ils servent aussi souvent à marquer la frontière entre états, comme c'est le cas, par exemple, du Rhin entre l'Allemagne et la France, mais également entre l'Allemagne et la Suisse, l'Autriche et la Suisse, la France et la Suisse (sur 1 km), le Liechtenstein et la Suisse. Ou encore, dans l'histoire, le Mississippi qui servait de frontière entre les treize premiers états américains et la Louisiane française et que l'on appelait même simplement « La Frontière », devenue nom propre et désignant un véritable concept sociétal.
Les confluents eux-mêmes ont alors servi parfois à marquer un point où se rencontrent trois frontières, et où un tripoint administratif se superpose à la rencontre entre trois zones fluviales distinctes. C'est le cas, par exemple, de la confluence entre le rio Iguaçu et le rio Paraná, proche des fameuses chutes d'Iguazú, où se rencontrent les frontières du Paraguay, du Brésil et de l'Argentine et que l'on appelle de ce fait la « Triple frontière ».

Un autre confluent célèbre: celui des rios Iguaçu et Paraná ou la « Triple frontière »
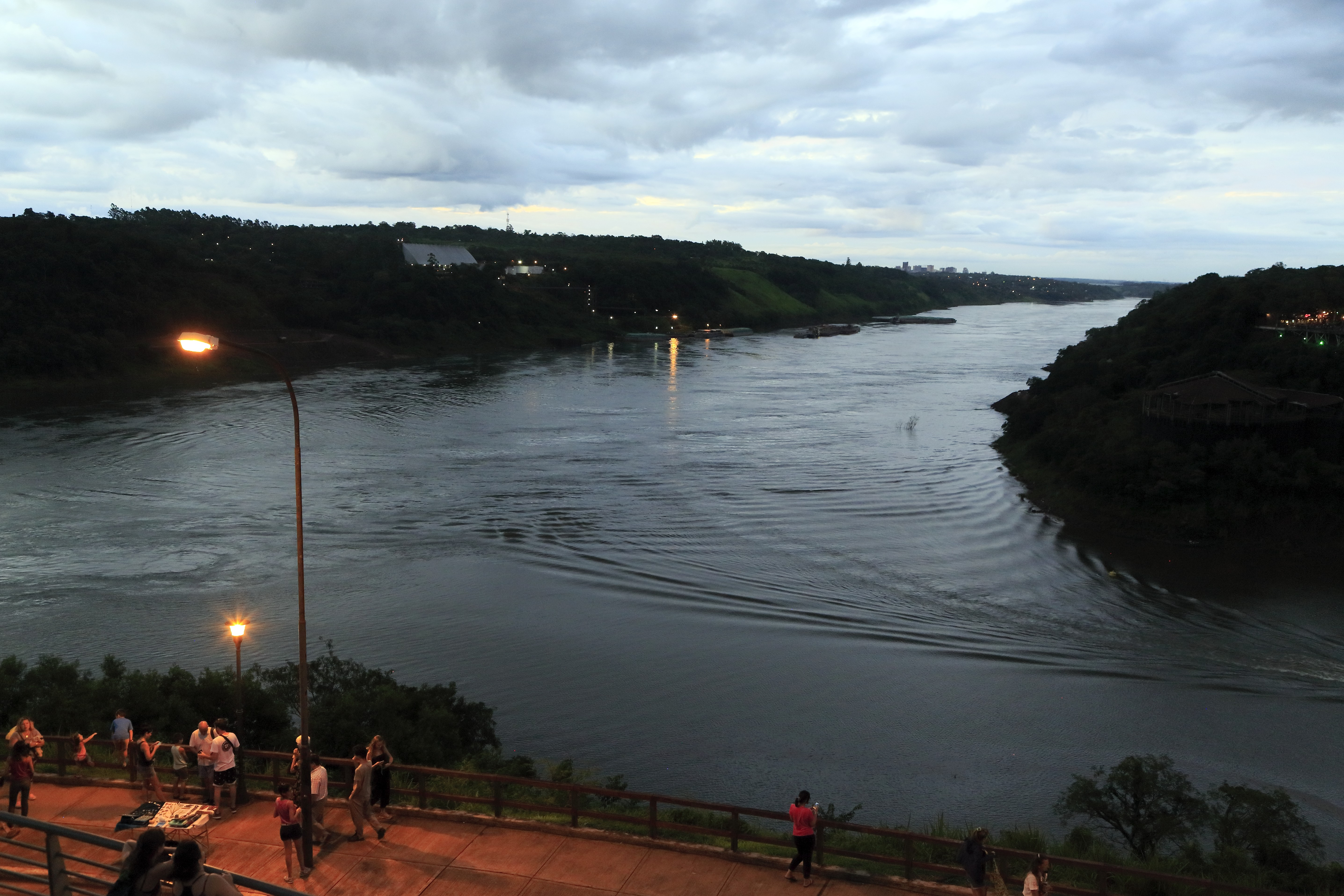
Vu depuis Puerto Iguazú en Argentine, le Río Iguazú (venant de droite) se jette dans le Paraná (qui s'écoule vers la gauche).
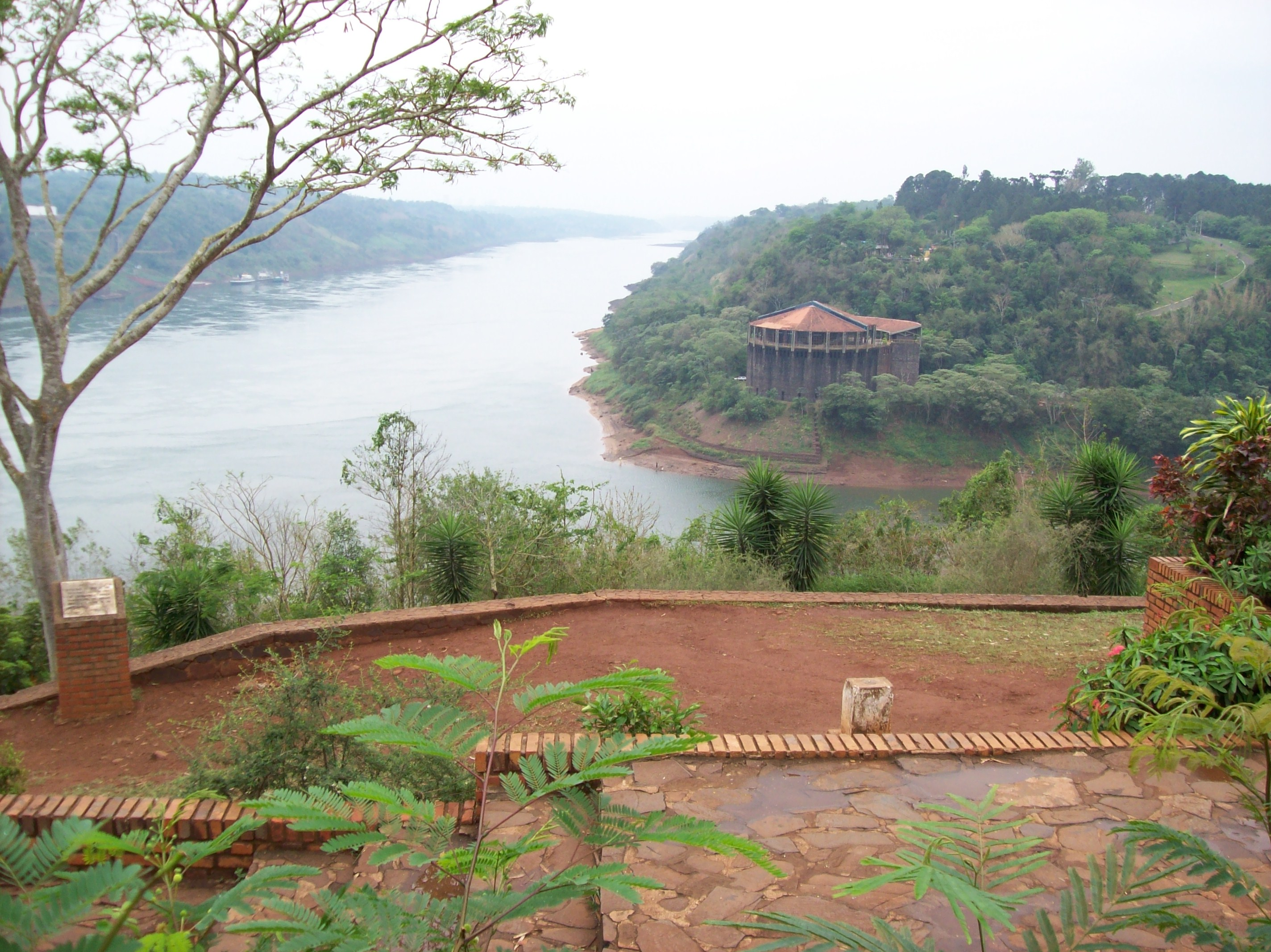
Toujours vus depuis l'Argentine vers l'amont, le Brésil est à droite et le Paraguay à gauche (qui occupe donc seul la rive droite du Paraná).
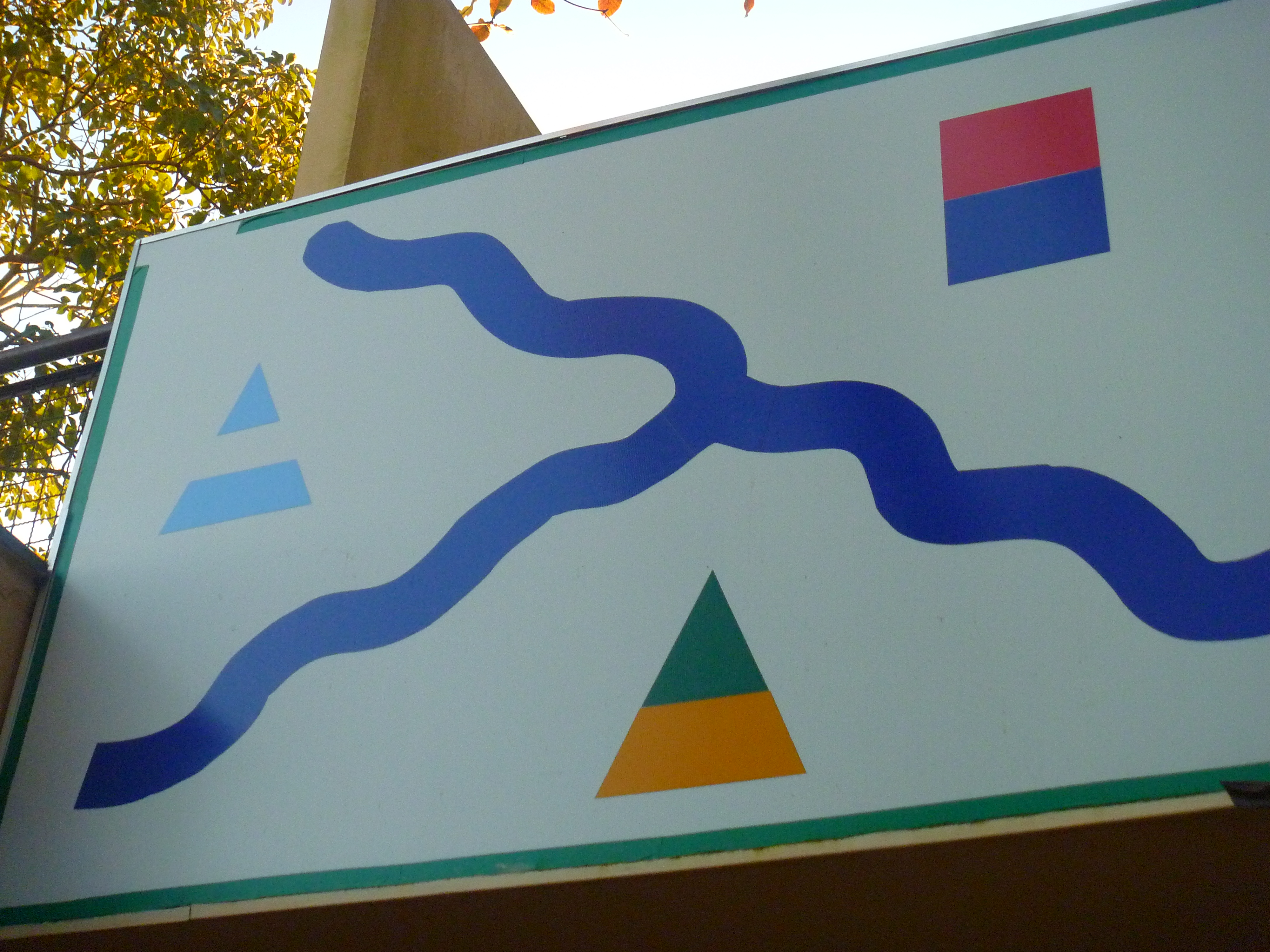
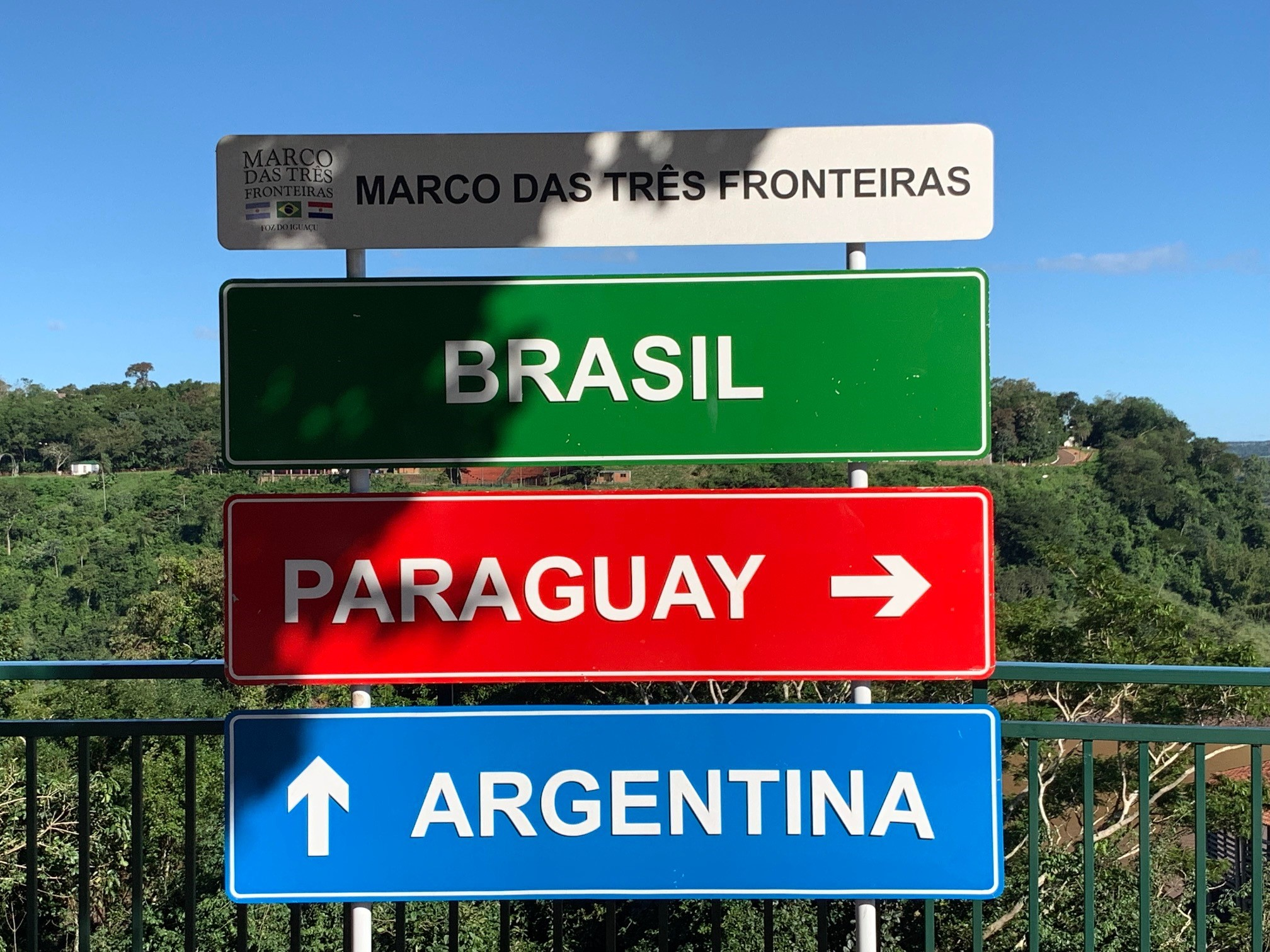
Panneau de la Triple Frontière à Puerto Iguazú. En aval sur la rive droite du Paraná en haut se trouve {{ (Paraguay).
- Panneau de la Triple Frontière, côté brésilien cette fois.
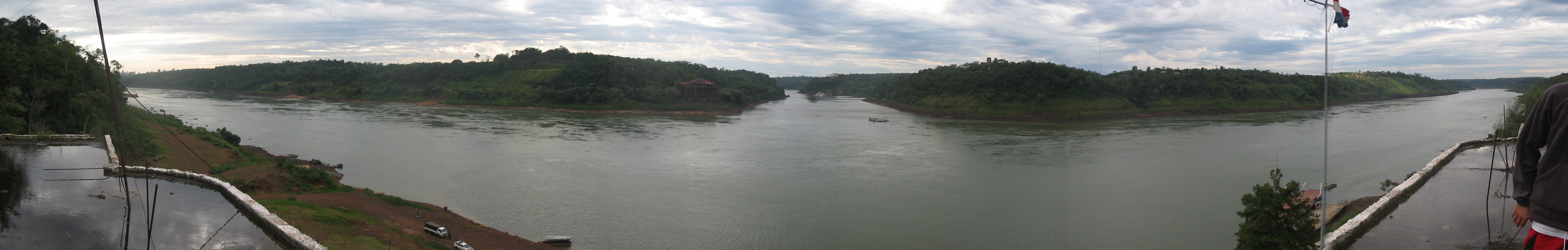
Vue panoramique de la Triple Frontière depuis le côté paraguayen; le Río Iguazú est en face.

## Influence sur la toponymie
Les cours d'eau ont aussi souvent servi pour nommer des territoires internes à un pays : par exemple, pas moins de 66 des 101 départements français comportent un ou plusieurs noms de rivière dans leur intitulé, qui se résume souvent à la reprise pure et simple de l'hydronyme du principal cours d'eau qui le borde ou le traverse (comme la Loire ou l'Ariège). Et c'est encore le cas des confluents, comme celui qui donne son nom à l'Ille-et-Vilaine ou à l'Indre-et-Loire.
Le mot même de confluent a cependant aussi servi pour engendrer des toponymes. Par exemple la ville de Conflans-Sainte-Honorine tire son nom de sa situation géographique, étant au confluent de l'Oise et de la Seine. On y trouve par ailleurs le quartier de Conflans-Fin-d'Oise.
La position entre deux eaux a aussi influencé les noms de villes comme Entraigues, Entraygues-sur-Truyère, Le Grau-du-Roi, Tramezaïgues, Entre-deux-Guiers, Vayres, Arveyres.